# Vipera aspis atra
La Vipera aspis atra è una sottospecie della Vipera aspis presente in Francia, Svizzera e Italia . 

## Geografia
Si trova nella Svizzera occidentale, nell'Italia nordoccidentale, in Spagna e nel sud - est della Francia. 

## Stato di conservazione
Questa sottospecie è classificata come vulnerabile (VU) secondo l'IUCN Red List delle specie minacciate (v3.1, 2001).

## Tassonomia
Un recente studio di Ursenbacher et al. (2006) suggerisce che V. a. atra potrebbe non essere una sottospecie valida.